# Limnebius aguilerai
Limnebius aguilerai är en skalbaggsart som beskrevs av Ignacio Ribera och Aníbal Roberto Millán 1998. Limnebius aguilerai ingår i släktet Limnebius och familjen vattenbrynsbaggar. Inga underarter finns listade i Catalogue of Life.